# 星光镜
星光镜（英語：cross screen filter），又称星芒鏡、光芒镜或散射镜，是摄影滤光镜的一种，星光镜可以让光形成衍射效果从而在点状光源周围形成光芒四射的效果，在艺术摄影和夜景拍摄中比较常用。如拍摄夜晚的灯光，璀璨的星河等。

## 简介
星光镜是一种比较特殊的摄影滤镜，其制作原理是在无色光学玻璃的表面蚀刻出一道道相互平行的条纹或浅槽，可以使受摄体中的点状光源或点状高光产生衍射，从而使照片上的每个光点都向周围放射出特定线束的光芒，出现“光芒四射”的效果。
星光镜分2线、4线、6线、8线、16线等多种类型。其中尤以四线和六线最为常用。

## 用途
星光镜会使影像轻微柔化，起到轻微柔焦镜的效果，但其主要作用是在点光源的周围营造出光芒四射的效果。星光镜通常用于拍摄夜景的灯光或物体的反光，使照片呈现出如童话般梦幻的艺术效果。
在夜景摄影中使用星光镜会有很好的效果，拍摄出的光芒会变得梦幻、多彩。如果拍摄在清朗月光照射下的湖泊或大海，则会有一种波光粼粼的艺术效果。
星光镜同样是在广告摄影中应用较多的一种滤镜，它可使受摄体的高光处产生光芒四射的效果。如使用星光镜会使玻璃器皿和金属制品的高光部位出现柔和的星光，使画面熠熠生辉。
使用星光镜后，在画面中的点状光源会发散出美丽的星芒。很多时候，星芒可以给整个画面带来梦幻、浪漫、如童话般的效果，所以在婚纱摄影和夜景拍摄的时候很常用。

## 使用
在使用星光镜时，星光镜所产生的星芒效果会受镜头的焦距、采用的光圈以及画面中光点的影响。在使用长焦镜头拍摄时，所得到的星芒效果通常要比使用广角镜头或标准镜头好些。光圈值最好设置在F8.0左右较为合适；光圈过大，星芒线会因镜头的眩光与脱焦而变成断断续续的短线；光圈过小，由于进光量过小，所产生的星芒效果也会比较差。光点越是小而亮，所产生的星芒效果也就越好。画面中较暗的背景也是确保星芒效果能够凸显的重要条件，所以在夜景拍摄中，使用星光镜的效果尤为显著。